# Servicio de Interpretación de las Naciones Unidas
El Servicio de Interpretación de las Naciones Unidas es parte de la División de Reuniones y Publicaciones () del Departamento de la Asamblea General y de Gestión de Conferencias (DGACM) de la ONU.
Su función principal es proporcionar interpretación desde y hacia árabe, chino, inglés, francés, ruso y español para reuniones que tienen lugar en la Sede de la Organización de las Naciones Unidas, y otros departamentos que estén obligados a ofrecer este servicio. Este departamento es de vital importancia para que la comunicación intergubernamental se produzca sin complicaciones y de manera efectiva.

## Evolución histórica de la interpretación en las Naciones Unidas
La interpretación simultánea es un método que obliga a los intérpretes a permanecer en cabinas acristaladas ayudados por auriculares y micrófonos. Tiene sus orígenes en los juicios que se llevaron a cabo en Núremberg, Alemania después de la Segunda Guerra Mundial para juzgar los crímenes cometidos por la Alemania nazi.

### Creación del Servicio de Interpretación
La creación de una unidad de naciones implicaba la idea del multilingüismo, idea presente ya en la Carta Fundacional de la ONU. La elección de los idiomas de trabajo no fue tarea fácil, ya que eran muchos los países que buscaban la presencia de su idioma por razones políticas (el hecho de que fuera un idioma de trabajo ayudaba al afianzamiento del país en el seno de la Organización). En la época de entreguerras, los idiomas que se habían usado con asiduidad para las relaciones internacionales eran el inglés y el francés, que ya tenían garantizado un lugar importante entre las lenguas de uso. Los otros países que reclamaban su derecho a incluir su idioma eran China, la Unión Soviética y los países de habla hispana, que constituían un tercio de los países presentes en la Carta Fundacional. Finalmente se estableció que en todos los Órganos de la ONU se tradujera al chino, francés, inglés, ruso y español (en 1973 se les unió el árabe).
La creación y consolidación del servicio de interpretación de conferencias (y la profesión del intérprete como tal) en las Naciones Unidas está relacionada con la evolución de las relaciones diplomáticas internacionales. La creación de la Sociedad de Naciones y, sobre todo, la celebración de los Juicios de Núremberg son las bases de la interpretación como profesión. Hasta el momento de la celebración de estos juicios, las interpretaciones en conferencias se realizaban de manera consecutiva (inmediatamente después de la pronunciación del discurso). Sin embargo, después de Núremberg los profesionales se fueron acostumbrando a la técnica simultánea (paralela al discurso) y el comité creador de la ONU se dio cuenta de las ventajas que la interpretación simúltanea podía ofrecer. Se estableció que debía haber cinco grupos(uno por cada idioma) de cuatro intérpretes cada uno. Dentro de los grupos, cada intérprete debía traducir de una lengua oficial a otra (por ejemplo, la conformación del equipo de ruso sería español-ruso, inglés-ruso, francés-ruso y chino-ruso).
Los intérpretes tuvieron un papel fundamental durante los encuentros que se produjeron en la Conferencia de San Francisco, que fue el primer paso para la fundación de la Organización de las Naciones Unidas.

### La figura del intérprete en los primeros años de la ONU
Al principio, los intérpretes que trabajaban en la ONU llegaban a la Organización de manera fortuita y en el proceso de selección lo único que se les exigía era el conocimiento de las lenguas de trabajo y la habilidad para comunicar oralmente. Este era el perfil del intérprete hasta la década de los setenta.

### Consolidación de la profesión
A partir de 1970, comenzaron a proliferar asociaciones internacionales de intérpretes y escuelas especializadas, cuyos profesores solían ser intérpretes experimentados que aún seguían en activo. Con la enseñanza de las técnicas de interpretación al margen de la ONU, los procesos de selección comenzaron a sofisticarse, exigiendo a los empleados una base técnica que en épocas anteriores debían adquirir con la práctica. A partir de ese momento y hasta la actualidad, los intérpretes que trabajan en la Organización han recibido una sólida formación.

### La interpretación de conferencias en la actualidad
En la actualidad, el inglés se ha convertido en el idioma de comunicación por excelencia. Por supuesto que sigue existiendo el Servicio de Interpretación en la ONU, pero de todos es sabido que ningún Gobierno envía a la ONU representantes que no comprendan y hablen el inglés de manera fluida. A pesar de esto, la necesidad de la interpretación aún es evidente y no solo porque los otros cuatro idiomas de trabajo aún prevalecen. En numerosas ocasiones, la temática de las conferencias es muy compleja y no basta con tener conocimientos del idioma para entender tecnicismos de un lenguaje de especialidad. En este sentido, la figura del intérprete se afianza como un intermediario entre interlocutores que, en principio no se entienden, y cuya comunicación debe ser satisfactoria. Así mismo, hay que destacar que hoy en día los intérpretes se ven obligados a trabajar a una velocidad demasiado rápida en la que el cerebro debe procesar la información y reproducirla de manera coherente a la vez que se sigue captando información. Es todo un desafío para los profesionales adaptarse a discursos de temática variada a una velocidad casi imposible de reproducir.

## Departamentos de la ONU que disponen de servicio de idiomas o de interpretación
- Sede de la Organización de las Naciones Unidas (UNHQ), Nueva York, EE. UU.
- Oficina de la Organización de las Naciones Unidas en Ginebra, Suiza
- Oficina de la Organización de las Naciones Unidas en Viena, Austria
- Oficina de la Organización de las Naciones Unidas en Nairobi, Kenia
- Comisión Económica de las Naciones Unidas para África, Addis Abeba
- Comisión Económica y Social de las Naciones Unidas para Ásia y el Pacífico, Bangkok, Tailandia
- Comisión Económica y Social para Ásia Occidental, Beirut, Líbano
- Comisión Económica para América Latina y el Caribe, Santiago de Chile

## Organigrama
El Servicio de Interpretación de las Naciones Unidas está organizado atendiendo a los siguientes cargos:.
- Jefe del departamento
- Personal administrativo (Secretarios y ayudantes en las conferencias)
- Jefes de sección
- Intérpretes (con contrato indefinido o freelance)

## Departamentos del Servicio de Interpretación

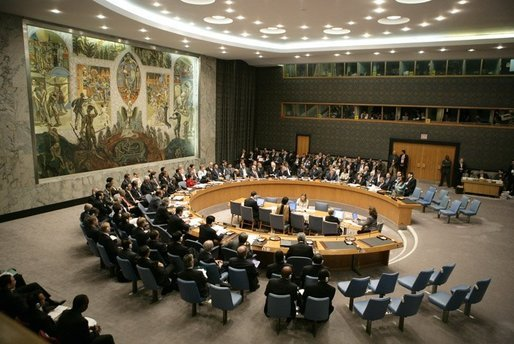
Reunión del Consejo de Seguridad, las cabinas de interpretación se observan arriba a la derecha.

El Servicio de Interpretación está dividido en los siguientes departamentos:.
- Departamento de árabe
- Departamento de chino
- Departamento de español
- Departamento de francés
- Departamento de inglés
- Departamento de ruso

## Procedimiento de la interpretación
- 1. El orador habla a un micrófono que está conectado a un sistema central de control.
- 2. Este sistema distribuye la señal al auditorio que no necesita que se le facilite interpretación, así como a las distintas cabinas donde se encuentran los intérpretes trabajando.
- 3. Las consolas con las que el intérprete trabaja se encuentran en el interior de la cabina, de cara al auditorio de tal manera que, además de transmitir el mensaje, los intérpretes son capaces de captar la atmósfera en la que el discurso se produce.
- 4. El intérprete habla directamente al micrófono y la señal se transmite al sistema central, que es el que distribuye los idiomas según la necesidad del auditorio.[5]

## Libros acerca de la interpretación

### Ensayos
- Interpreters at the United Nations: A History, Jesús Baigorri-Jalón ISBN 978-84-7800-643-4
- ''La interpretación de conferencias: el nacimiento de una profesión, de Paris a Nuremberg, Jesús Baigorri-Jalón 978-84-8444-055-0
- From Russian into English: An Introduction to Simultaneous Interpretation, Lynn Visson, UN Interpreter ISBN 0-87501-095-4
- A Brief Guide to From Russian into English: An Introduction to Simultaneous Interpretation, Lynn Visson, UN Interpreter Archivado el 11 de diciembre de 2018 en Wayback Machine. ISBN 0-87501-095-4
- Otros libros acerca de la traducción e interpretación

### Ficción
- The Interpreter: A Novel, de Suki Kim, Picador; Reprint edition, January 1, 2004, 464 pages - ISBN 0-312-42224-5; ISBN 978-0-312-42224-0
- The Interpreter de Alice Kaplan, Fiction, Free Press, August 30, 2005, 256 pages – ISBN 0-7432-5424-4
- The Interpreter de Suzanne Glass, Fiction, Ballantine Reader's Circle, Ballantine, Reprint edition, June 17, 2003, 336 pages, ISBN 0-345-45024-8; ISBN 978-0-345-45024-1